# Али, Абдивели Мохамед
Абдивели Мохамед Али (сомал. Cabdiweli Maxamed Cali; араб. محمد علي‎; род. 2 июля 1965, Дусамареб), также известен как Абдивели Гаас — сомалийский экономист, политик и профессор, премьер-министр Сомали (2011—2012), пятый президент непризнанного государства Пунтленд (8 января 2014 — 8 января 2019).
Во время пребывания на посту президента, Абдивели укрепил двусторонние отношения с Европейским союзом, Объединёнными Арабскими Эмиратами и Австралией, завершил пятилетний план развития Пунтленда, запустил новые инициативы в области развития автомобильных дорог, аэропортов и морских портов.

## Биография
Али родом из непризнанного государства Пунтленд, на северо-востоке Сомали. Имеет сомалийское и американское гражданство, свободно говорит на сомалийском, английском, итальянском и арабском языках. Женат на Ходан Иссе, которая работает профессором Университета штата Нью-Йорк в Буффало. Вместе у них четыре ребёнка.

### Образование
Изначально Али учился в Могадишо, столице Сомали. В 1984 году он получил степень бакала́вра гуманитарных наук в Сомалийском национальном университете. Али позже переехал в США для учёбы в аспирантуре. В 1988 году он получил степень магистра в Вандербильтском университете. С 1994 по 1995 год и с 1995 по 1998 год он был научным сотрудником факультета экономики Университета Джорджа Мейсона и Центра изучения общественного выбора.

### Карьера
В середине-конце 1980-х годов работал директором департамента Министерства финансов Сомали. С 1988 по 1991 год он был заместителем директора по исследованиям и статистике Министерства финансов.
Позже он переехал в округ Ниагара в штате Нью-Йорк, где был адъюнкт-профессором факультета экономики в Niagara University.
12 июня 2010 года Али был назначен министром планирования и международного сотрудничества переходного федерального правительства Сомали, а также одним из нескольких заместителей премьер-министра. Избранный на эту должность бывшим премьер-министром Мохамедом Абдуллахи Мохамедом, он служил неотъемлемой частью технократического кабинета.

## Премьер-министр Сомали

### Назначение
19 июня 2011 года Али был назначен исполняющим обязанности премьер-министра Сомали после того, как премьер-министр Мохаммед внезапно ушёл в отставку. Через несколько дней, 23 июня 2011 года, Али был утверждён в должности премьер-министра.

### Засуха в 2011 году
4 июля 2011 года в рамках одной из своих первых политических инициатив Али назначил национальный комитет для борьбы с сильной засухой, которая тогда затронула большую часть страны и более крупный регион Восточной Африки. Комитет состоял из нескольких членов правительства федерального уровня, включая Министров обороны, здравоохранения, внутренних дел, финансов. Перед ним стояла задача оценить и удовлетворить потребности пострадавших от засухи.

### Спецназ
В августе 2011 года премьер-министр Али объявил о создании нового подразделения специальных сил (SP) Сомалийской национальной армии (SNA). Это подразделение, состоящее из 300 обученных солдат, изначально было уполномочено охранять поставки гуманитарной помощи и распределительные центры в Могадишо. Помимо помощи в стабилизации города, новым силам была также поставлена задача борьбы с бандитизмом.

### Операция Линда Нчи
В октябре 2011 года началась скоординированная операция между сомалийскими и кенийскими военными под названием Линда Нчи. Премьер-министр Али вместе с президентом Сомали Шарифом Ахмедом первоначально выступили против размещения кенийских войск в стране. 31 октября сомалийская делегация, во главе с премьер-министром Али, встретилась в Найроби с премьер-министром Кении Раила Одингой и другими правительственными чиновниками, чтобы сгладить разногласия и наметить совместную стратегию в отношении операции «Линда Нчи». После длительных переговоров делегации выпустили совместное коммюнике, в котором обещали скоординированную военную, политическую и дипломатическую поддержку миссии. Али призвал международное сообщество поддержать совместную операцию и заявил, что миссию «возглавят сомалийские силы при поддержке кенийских сил». Обе делегации также сформировали совместный координационный комитет высокого уровня для поддержания регулярных контактов между правительствами своих стран.
В начале июня 2012 года кенийские силы были официально интегрированы в АМИСОМ. Аналитики предполагали, что дополнительное подкрепление войск Африканского союза поможет властям Сомали постепенно расширить свой территориальный контроль.

### Военно-морской флот
7 августа 2012 года премьер-министр Али объявил, что его правительство намерено восстановить военно-морской флот Сомали, который был распущен вскоре после начала гражданской войны в начале 1990-х годов. Выступая перед журналистами в столице, премьер заявил, что его администрация хочет создать хорошо подготовленные национальные морские силы, способные эффективно патрулировать территориальные воды Сомали и положить конец незаконному хищению ресурсов страны иностранными компаниями и странами. Он также отметил, что просил международное сообщество поддержать нынешние усилия правительства Сомали, направленные на развитие морского оборонительного потенциала, включая возможность приобретения быстроходных катеров и военных кораблей для более эффективной защиты побережья страны. 

### Президентские выборы 2012 года
В начале августа 2012 года премьер-министр Али официально объявил о своём намерении выдвинуть свою кандидатуру на пост президента Сомали на выборах 2012 года. Выступая перед собранием сотен сторонников в Могадишо, Али подчеркнул различные достижения своей администрации за время её правления, заявив, что «если вы цените всю тяжёлую работу и национальные обязательства, выполненные во время моего правления, то вы отдадите мне свои голоса».
Али был среди четырёх претендентов, прошедших во второй тур голосования. Однако впоследствии он и ещё один кандидат отказались от участия, оставив бывшего президента ПФП Шарифа Шейха Ахмеда бороться за президентское кресло с возможным победителем, Хасаном Шейхом Махмудом.
Срок полномочий Али на посту премьер-министра Сомали закончился 6 октября 2012 года, когда новоизбранный президент Махмуд назначил на этот пост предпринимателя и экономиста Абди Фараха Ширдона.

## Президент Пунтленда

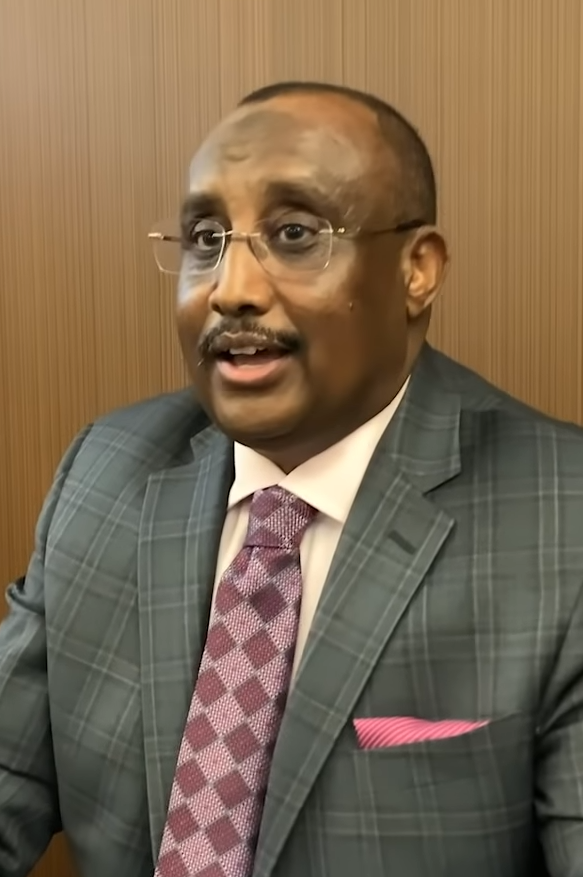
Абдивели Мохамед Али выпускает свою книгу. 23 сентября 2019 года

### Выборы
В августе 2013 года Али начал кампанию по выдвижению своей кандидатуры на пост президента автономного района в восточной части Сомали Пунтленд на выборах 2014 года. После встречи с лидерами Пунтленда в ОАЭ оппозиционные группы согласились, что он станет жизнеспособным компромиссным кандидатом. Позже он прибыл в Пунтленд, чтобы встретиться с политическими лидерами и лидерами кланов в Галькайо и Кардо, чтобы укрепить связи с оппозицией и найти новых сторонников. 8 января 2014 года в ходе первого и второго раундов голосования 9 из 11 кандидатов в президенты были исключены из избирательной кампании, а Али и действующий президент Пунтленда, Абдирахман Мохамуд Фароле, продолжили борьбу в третьем туре. Изначально Фароле лидировал в финальном раунде с 31 голосом, а Али получил 18 голосов. Но в конечном итоге он победил на выборах, обойдя Фароле на один голос. Он стал пятым президентом Пунтленда.
14 января 2014 года бывший президент Пунтленда Фароле официально передал власть своему преемнику Али.
15 января 2014 года Али назначил Дика Сулеймана Юсуфа главой президентского дворца Пунтленда.

### Биометрическая база данных рыболовства Пунтленда
27 марта 2014 года президент Пунтленда Али запустил новую базу данных для регистрации местных рыбаков. Этот проект, стоимостью 400 000 долларов США, представляет собой систему идентификационной базы данных рыбаков. Он финансируется трастовым фондом из семи стран-членов ЕС. База данных предоставит рыбакам региона уникальные идентификационные карты. Президент Али отметил, что система должна помочь властям легче отличать законных рыбаков от возможных подозреваемых в пиратстве.